# Euphyia stellata
Euphyia stellata là một loài bướm đêm trong họ Geometridae.